# ميكي ماكديرموت
ميكي ماكديرموت (بالإنجليزية: Mickey McDermott) هو لاعب كرة قاعدة أمريكي، ولد في 29 أبريل 1929 في بكبسي في الولايات المتحدة، وتوفي في 7 أغسطس 2003 في فينيكس في الولايات المتحدة بسبب سرطان القولون.

## وصلات خارجية
- ميكي ماكديرموت على موقع دوري كرة القاعدة الرئيسي (الإنجليزية)
- ميكي ماكديرموت على موقعبيزبول رفرنس.كوم (الدوري الرئيسي) (الإنجليزية)
- ميكي ماكديرموت على موقعبيزبول رفرنس.كوم (الدوري الثانوي) (الإنجليزية)